# Kristianstads län

Das Wappen der ehemaligen Provinz

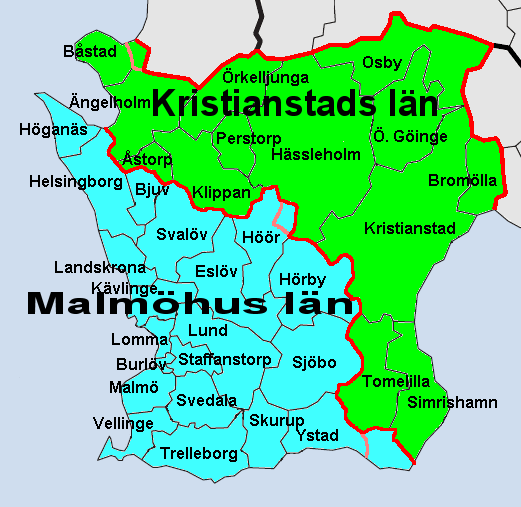
Die früheren Provinzen Kristianstads län und Malmöhus län. Sie wurden 1997 zur neuen Provinz Skåne län zusammengeschlossen.

Kristianstads län war eine schwedische Provinz (län). Sie lag größtenteils in Nordost-Schonen. Die Residenzstadt der Provinz war Kristianstad und der Länsbuchstabe „L“.

## Geografie
Im Norden grenzte die Provinz an Hallands län und an Kronobergs län, im Osten wurde sie von Blekinge län und der Ostsee begrenzt, die die südliche Grenze ausmachte. Im Südwesten bildete Malmöhus län die Grenze und im Westen das Kattegat. Die Provinz hatte im Jahr 1911 eine Fläche von 6.445 km². Im Zuge der skandinavischen Landhebung auf der einen Seite und Landerosion auf der anderen Seite war die Fläche laufend Veränderungen ausgesetzt.

## Geschichte
Nach der Eroberung Schonens durch Schweden wurde im Jahr 1669 die Provinz zum ersten Mal gebildet. Bereits im Jahr 1680 wurde sie zusammen mit Malmöhus län zu einem gemeinsamen Gouvernement zusammengelegt, das jedoch 1719 wieder aufgelöst wurde. Seit diesem Jahr gab es keine administrativen Grenzänderungen mehr in Bezug zu anderen Provinzen. 1997 wurden Kristianstads län und Malmöhus län erneut zur gemeinsamen Provinz Skåne län zusammengelegt. Diese Einteilung hat noch heute (2019) Bestand.

## Administrative Einteilung
Nach der letzten Kommunalreform 1974 gehörten folgende Gemeinden zur Provinz:
- Bromölla
- Båstad
- Hässleholm
- Klippan
- Kristianstad
- Osby
- Perstorp
- Simrishamn
- Tomelilla
- Åstorp
- Ängelholm
- Örkelljunga
- Östra Göinge